# Биро Жаде
Нилсон Машадо дос Сантос (порт. Nilson Machado dos Santos; род. 24 января 1973, Бразилия), более известный как Биро Жаде (порт. Biro Jade) — бразильский футболист, игрок в мини-футбол. В 2009 году принял азербайджанское гражданство и стал выступать за сборную Азербайджана по мини-футболу.
После завершения игровой карьеры начал тренерскую работу. В настоящее время возглавляет сборную России по футзалу АМФ.

## Игровая карьера
До 2004 года Биро Жаде выступал за бразильские клубы. Затем, получив приглашение от московского «Спартака», он перебрался в российский чемпионат. Бразилец защищал красно-белые цвета на протяжении полутора сезонов, после чего перешёл в казахстанский «Тулпар». Однако спустя семь месяцев команда была распущена. В 2007 году Биро вновь объявился в России, отыграв один сезон за подмосковный «Спартак-Щёлково».
В 2008 году Биро Жаде перешёл в азербайджанский «Араз». Вскоре бразилец принял азербайджанское гражданство и начал выступления за сборную Азербайджана по мини-футболу. Он вместе с другими натурализованными бразильцами внёс основной вклад в первые достижения азербайджанского мини-футбола. На Чемпионате Европы 2010 года азербайджанцы заняли четвёртое место, а Биро наряду с другими тремя игроками стал лучшим бомбардиром турнира. А чуть позже «Араз» вырвал у итальянского «Лупаренсе» бронзовую медаль Кубка УЕФА по мини-футболу 2009/10.
Летом 2010 года Биро Жаде покинул «Араз». Вскоре бразилец перебрался в украинский чемпионат, став игроком ивано-франковского «Урагана».
В 2012 году вернулся в «Араз», в котором и завершил карьеру.

## Тренерская карьера
Ещё будучи действующим игроком, Биро Жаде начал примериваться к роли тренера. Так, в чемпионском сезоне «Урагана» фактически исполнял роль играющего наставника команды, оттеснив главного тренера от руководства командой. В межсезонье 2011 года руководил селекционной политикой клуба, занимаясь поиском бразильских легионеров.
В 2012 году Федерация футзала Азербайджана, неудовлетворённая результатами национальной команды, объявила о создании второй сборной, составленной из доморощенных игроков, и назначила Биро Жаде её главным тренером.
В 2016 году вошёл в тренерский штаб первой сборной в качестве тренера по физподготовке. В январе 2017 года Милтинью, возглавлявший одновременно сборную и «Араз», ушёл в отставку с обоих постов, и Биро Жаде стал исполняющим его обязанности. 15 марта исполком АФФА официально назначил его главным тренером. В этом качестве Биро Жаде вывел Азербайджан в финальную часть Чемпионата Европы, попутно выиграв с «Аразом» национальный чемпионат, однако уже летом покинул должность наставника сборной.
В 2018 году возглавлял сборную России на Чемпионате Европы по футзалу АМФ, дойдя с ней до полуфинала турнира.

## Достижения

### Как игрок
- Чемпион Азербайджана по мини-футболу (2): 2008/09, 2009/10
- Чемпион Украины по мини-футболу: 2010/11
- Бронзовый призёр Кубка УЕФА по мини-футболу: 2009/10
- Полуфиналист Чемпионата Европы по мини-футболу: 2010

Личные:
- Лучший бомбардир Чемпионата Европы по мини-футболу: 2010

### Как тренер
- Чемпион Азербайджана по мини-футболу: 2016/17
- Бронзовый призёр Чемпионата Европы по футзалу АМФ: 2018